# Río Chira
Pour les articles homonymes, voir Chira.
Le Río Chira est un fleuve frontalier du sud de l'Équateur et du nord du Pérou qui passe par la ville de Sullana.